# デヴィッド・ローズ
デヴィッド・ローズ（David Rose、1910年6月15日 - 1990年8月23日）は、イギリス・ロンドン生まれの音楽家。自身の楽団（デヴィッド・ローズ・オーケストラ）も率いていた。
『大草原の小さな家』の音楽を担当。パーシー・フェイス追悼コンサートの指揮で来日。
女優で歌手のジュディ・ガーランドは、元妻。

## 主なヒット曲
- 「煙が目にしみる」（デヴィッド・ローズ・オーケストラとして）
- 「悲しきストリッパー」（1961年1位）
- 「サウンド・オブ・ミュージック」（デヴィッド・ローズ・オーケストラとして）
- 「ホリディ・フォー・ストリングス」